# 김천 청암사 대웅전
김천 청암사 대웅전(金泉 靑巖寺 大雄殿)은 대한민국 경상북도 김천시 증산면 평촌리, 청암사에 있는 대웅전이다. 1985년 8월 5일 경상북도의 문화재자료 제120호로 지정되었다.

## 개요
청암사는 통일신라 헌안왕 3년(859)에 도선이 세운 절이다. 조선시대에도 여러 차례 고쳐 지었으나 1911년 화재로 소실되었다. 그 이듬해부터 3년에 걸쳐 다시 세웠는데 지금 있는 대웅전 역시 이 때 세운 것이다.
대웅전은 앞면 3칸·옆면 2칸 규모로 지붕은 옆면에서 볼 때 여덟 팔(八)자 모양인 팔작지붕으로 꾸몄다. 안쪽에는 목조석가여래좌상과 후불탱, 산신탱, 신중탱, 칠성탱, 독성탱 등 여러 점의 탱화와 소종(小鐘), 수번(繡幡)이 있다.

## 같이 보기
- 청암사

## 참고 자료
- 청암사대웅전 - 국가유산청 국가유산포털